# 外国人タレント
外国人タレント（がいこくじんタレント）は、自国を離れて外国で芸能活動を行っているタレントのことを言う。自国でも活躍している人を含む場合もある。

## 日本における外国人タレント

### 概要
太平洋戦争前は、吉本興業（東京吉本）所属の ミス・バージニア（米・バージニア州から訪日、ロシア系とされる）やマーガレット・ユキ（日英混血の歌手兼タップダンサー、ロンドン生まれ）が人気を博し、元祖・外国人タレントと言われる。ミス・バージニアは、浅草花月 劇場（吉本興業直営）に出演し、金髪美女でありながら、日本髪着物姿で日本舞踊を踊って人気を得た。マーガレット・ユキも、浅草花月劇場に少女タップダンサーとして出演し、金髪を振り乱して踊る可憐な姿で人気者になったという。
太平洋戦争後は、主に占領軍として来ていた日本語が堪能なアメリカ人が日本で芸能活動を行い成功し、そのまま居残るケースが多かったが、その後日本の復興と共にアジア諸国から来るタレントが増えた。香港（イギリス領）出身のアグネス・チャンやハワイ（アメリカ）出身のアグネス・ラムが人々を魅了し、本土復帰前の沖縄からもフィンガー5や南沙織がデビューし熱狂的な人気となった。
また、日本ではこれまであまり知られていなかった国の出身者が人気を博すことで、その国の知名度が日本人の間で急上昇するなど、そのタレント活動が副次的に民間外交を促進するという効果をもたらすことも多い。近年ではアフリカ諸国出身の外国人タレントが人気を博すケースも増えている。
日本以外ではプロフィールに血液型を載せる慣例がないので、血液型不明の外国人タレントが多い（日本以外では血液型性格分類という迷信の存在そのものが知られていない、自身の血液型は軍隊に入営してIDカードと認識票を作ったり、病院で手術でも受ける事態になったりしなければ知らないという場合が多い）。
外タレと略して使う場合には、ライブなどで訪日する外国のミュージシャンを指すことが多かった（1980年代まで）が、現在ではこの用法は死語に近い。
外国人特有の片言の日本語を使うタレントが多かったが、近年は幼い頃から日本に住み、非常に流暢な日本語を使いこなすタレントが増えている。
外国人タレント（ハーフタレントは除く）は両親とも外国籍である事が一般的であるが、親の再婚等で片親が日本人になるケースも稀に見受けられる（黒宮ニイナ、星野ルネなど）。その場合の多くは、名前や芸名が外国人風であるかどうかが簡単な見分け方である。また、親の再婚や外国人の親が日本国籍を取得するなどで両親共に日本人になるハーフタレントもいる（マテンロウのアントニー、クリステル・チアリなど）。
日本の芸能界には、混血していない日系人（マルシア、アルベルト城間など）や日系人の血を引くタレント（リンダ3世など）もいるが、いずれも分類上は外国人タレントになる。
近年（2017年現在）は女性のハーフタレントの活躍が目立つようになり、女性の外国人タレントの活躍の場は減少傾向にある。比較的活躍が目立つ女性の外国人タレントには非欧米系（特にアジア系）が多く、欧米系の血を引く人が多いハーフタレントとはポジションが被りにくい事が理由の1つと考えられる。

### 外国人タレント一覧
| 母国             | タレント                                                          | 備考 |
| ---------------- | ----------------------------------------------------------------- | --- |
| アメリカ合衆国   | アイクぬわら                                                      | 日本で活躍しているタレント。 |
| アメリカ合衆国   | アグネス・ラム                                                    | 日本で活躍しているタレント。 |
| アメリカ合衆国   | 厚切りジェイソン                                                  | 日本で活躍しているタレント。 |
| アメリカ合衆国   | イーデス・ハンソン                                                | 日本で活躍しているタレント。 |
| アメリカ合衆国   | カイヤ                                                            | 日本で活躍しているタレント。 |
| アメリカ合衆国   | クリス・ハート                                                    | 日本で活躍しているタレント。 |
| アメリカ合衆国   | クリス・ペプラー                                                  | 日本で活躍しているタレント。 |
| アメリカ合衆国   | ケイン・コスギ                                                    | 日本で活躍しているタレント。 |
| アメリカ合衆国   | ケビン・クローン                                                  | 日本で活躍しているタレント。（日本・アメリカ） - 主に社会・時事関係のジャーナリストとして活動。                                               |
| アメリカ合衆国   | ケント・ギルバート                                                | 日本で活躍しているタレント。 |
| アメリカ合衆国   | ケント・デリカット                                                | 日本で活躍しているタレント。 |
| アメリカ合衆国   | ケント・フリック                                                  | 日本で活躍しているタレント。 |
| アメリカ合衆国   | ココナッツ娘。                                                    | 日本で活躍しているタレント。現在は解散。 |
| アメリカ合衆国   | 小錦                                                              | 日本で活躍しているタレント。力士時代に帰化。                                                                                                  |
| アメリカ合衆国   | ザ・デストロイヤー                                                | 日本で活躍しているタレント。 |
| アメリカ合衆国   | ジャニカ・サウスウィック                                          | 日本で活躍しているタレント。タモリのボキャブラ天国でスティーブ&ジャニカとして出演。                                                           |
| アメリカ合衆国   | ジャスミン・アレン                                                | 日本で活躍しているタレント。 |
| アメリカ合衆国   | ジェフ・バーグランド                                              | 日本で活躍しているタレント。 |
| アメリカ合衆国   | ジェロ                                                            | 日本で活躍しているタレント。 |
| アメリカ合衆国   | シャーロット・ケイト・フォックス                                  | 日本で活躍しているタレント。 |
| アメリカ合衆国   | シャウラ                                                          | 日本で活躍しているタレント。 |
| アメリカ合衆国   | ジョナサン・シガー                                                | 日本で活躍しているタレント。 |
| アメリカ合衆国   | ジョン・オコーナー                                                | 日本で活躍しているタレント。いいとも青年隊。                                                                                                  |
| アメリカ合衆国   | ジョン・ギャスライト                                              | 日本で活躍しているタレント。 |
| アメリカ合衆国   | ジョーン・シェパード                                              | 日本で活躍しているタレント。現在は日本での出演なし。                                                                                          |
| アメリカ合衆国   | スティーブ・ソレイシィ                                            | 日本で活躍しているタレント。タモリのボキャブラ天国でスティーブ&ジャニカとして出演。                                                           |
| アメリカ合衆国   | セイン・カミュ                                                    | 日本で活躍しているタレント。 |
| アメリカ合衆国   | セロ                                                              | 日本で活躍しているタレント。 |
| アメリカ合衆国   | セバスチャン・プラタ                                              | 日本で活躍しているタレント。 |
| アメリカ合衆国   | ダニエル・カール                                                  | 日本で活躍しているタレント。 |
| アメリカ合衆国   | ダコタ・ローズ                                                    | 日本で活躍しているタレント。 |
| アメリカ合衆国   | ダンテ・カーヴァー                                                | 日本で活躍しているタレント。 |
| アメリカ合衆国   | チャールズ・エイヤーズ                                            | 日本で活躍しているタレント。 |
| アメリカ合衆国   | チャック・ウィルソン                                              | 日本で活躍しているタレント。 |
| アメリカ合衆国   | デーブ・スペクター                                                | 日本で活躍しているタレント。 |
| アメリカ合衆国   | デーヴ･フロム                                                     | 日本で活躍しているタレント。 |
| アメリカ合衆国   | トニー・セテラ                                                    | 日本で活躍しているタレント。 |
| アメリカ合衆国   | ニコラス・エドワーズ                                              | 日本で活躍しているタレント。 |
| アメリカ合衆国   | ネルソン・バビンコイ                                              | 日本で活躍しているタレント、翻訳家、歌手。 |
| アメリカ合衆国   | パトリック・ハーラン                                              | 日本で活躍しているタレント。パックンマックン、パックン名義で活動。                                                                            |
| アメリカ合衆国   | ビリー・ブランクス                                                | 日本で活躍しているタレント。 |
| アメリカ合衆国   | ポール・ギルバート                                                | 日本で活躍しているタレント。MR. BIG、レーサーX。                                                                                              |
| アメリカ合衆国   | ボブ・サップ                                                      | 日本で活躍しているタレント。 |
| アメリカ合衆国   | マーティ・フリードマン                                            | 日本で活躍しているタレント。元メガデス。 |
| アメリカ合衆国   | マシュー・チョジック                                              | 日本で活躍しているタレント。 |
| アメリカ合衆国   | マリアン                                                          | 日本で活躍しているタレント。 |
| アメリカ合衆国   | モーリー・ロバートソン                                            | 日本で活躍しているタレント。 |
| アメリカ合衆国   | リア・ディゾン                                                    | 日本で活躍しているタレント。 |
| アメリカ合衆国   | リチャード・バーガー                                              | 日本で活躍しているタレント。 |
| アメリカ合衆国   | リサ・ステッグマイヤー                                            | 日本で活躍しているタレント。 |
| アメリカ合衆国   | レオ・メンゲッティ                                                | 日本で活躍しているタレント。 |
| アメリカ合衆国   | レックス・ジョーンズ                                              | 日本で活躍しているタレント。元塩コショー。 |
| アメリカ合衆国   | ローレン・サイ                                                    | 日本で活躍しているタレント。 |
| アメリカ合衆国   | ロバート・キャンベル                                              | 日本で活躍しているタレント。 |
| アメリカ合衆国   | アーノルド・シュワルツェネッガー                                  | 日本でも有名で、よく訪日するタレント。 |
| アメリカ合衆国   | トム・クルーズ                                                    | 日本でも有名で、よく訪日するタレント。 |
| アメリカ合衆国   | スティーブン・セガール                                            | 日本でも有名で、よく訪日するタレント。 |
| アメリカ合衆国   | ビリー・ヘリントン                                                | 日本でも有名で、よく訪日するタレント。 |
| アメリカ合衆国   | リチャード・ギア                                                  | 日本でも有名で、よく訪日するタレント。 |
| アメリカ合衆国   | ロバート・デニーロ                                                | 日本でも有名で、よく訪日するタレント。 |
| アメリカ合衆国   | ロビン・ウィリアムズ                                              | 日本でも有名で、よく訪日するタレント。 |
| アルゼンチン     | フェデリコ・アレッタ                                              | |
| イギリス         | C・W・ニコル                                                      | |
| イギリス         | ピーター・バラカン                                                | |
| イギリス         | ベッキー・クルーエル                                              | |
| イギリス         | クリス・ブロード                                                  | |
| イギリス         | ガイ・ペリマン                                                    | |
| イギリス         | イアン・ムーア                                                    | |
| イギリス         | トム・コンスタンタイン                                            | 日本で活躍しているアクション俳優。 |
| イタリア         | グラツィア・チェッケリーニ                                        | 日本で活躍しているタレント。 |
| イタリア         | デイブ・ロジャース                                                | 日本で活躍しているタレント。 |
| イタリア         | パンツェッタ・ジローラモ                                          | 日本で活躍しているタレント。 |
| イタリア         | パオロ パオロアンドレア・ディピエトロ                             | 日本で活躍しているタレント。 |
| イタリア         | ベリッシモ・フランチェスコ                                        | 日本で活躍しているタレント。 |
| イタリア         | ロザンナ・ザンボン                                                | 日本で活躍しているタレント。 |
| イラン           | インゴ                                                            | |
| イラン           | サヘル・ローズ                                                    | |
| イラン           | ハニホー・ヘニハー                                                | 田辺製薬（現：田辺三菱製薬）が製造する栄養ドリンク『アスパラドリンク』の広告に出演。後に不法滞在が発覚し帰国。                                |
| イラン           | ランディ・マッスル                                                | |
| インド           | サニー・フランシス                                                | |
| インド           | チャダ                                                            | |
| ウクライナ       | ティアナ                                                          | |
| ウクライナ       | ボグダン・パルホメンコ                                            | |
| ウズベキスタン   | ババホジャエヴァ・オルズグル                                      | |
| エジプト         | フィフィ                                                          | |
| オーストラリア   | サラ・オレイン                                                    | |
| オーストラリア   | チャド・イアン・マレーン、 チャド・マレーン（旧ジパング上陸作戦） | オーストラリア。主に「チャド」名義で活動。 |
| オーストラリア   | ミシェル未来                                                      | 元アイドリング!!!メンバー |
| オランダ         | アンドレア・ポンピリオ                                            | |
| オランダ         | エラ・フレイヤ                                                    | |
| オーストリア     | ケーキ姫☆優海                                                     | ビザ期限が切れて帰国。日本での活動を希望している。2020年3月からワーキングホリデーで再訪日。現在はコスプレイヤーやユーチューバーとして活動中。 |
| ガーナ           | クレメント・アダムソン                                            | 現在は芸能界を引退。 |
| カナダ           | アヤカ・ウィルソン                                                | |
| カナダ           | ジェフリー・ロウ                                                  | |
| カナダ           | ロバート・ボールドウィン                                          | |
| カナダ           | ブレイズ・プラント                                                | バンド「Monkey Majik」メンバー |
| カナダ           | メイナード・プラント                                              | バンド「Monkey Majik」メンバー |
| カナダ           | ルネ・シマール                                                    | |
| ギニア           | オスマン・サンコン                                                | |
| コートジボワール | ベルナール・アッカ                                                | 元塩コショー |
| スウェーデン     | ヤンニ・オルソン                                                  | |
| スウェーデン     | マリア・パパドプール                                              | 日本で活動しているタレント。 |
| スペイン         | 城田優                                                            | |
| スリランカ       | アントン・ウィッキー                                              | |
| スリランカ       | にしゃんた                                                        | |
| セネガル         | マンスール・ジャーニュ                                            | |
| セネガル         | ライローズ                                                        | |
| タイ             | ブンシリ                                                          | |
| 大韓民国         | 伊藤ゆみ                                                          | 日本で活動しているタレント。 |
| 大韓民国         | FTISLAND                                                          | 日本で活動しているタレント。 |
| 大韓民国         | KARA                                                              | 日本で活動しているタレント。2016年解散。 |
| 大韓民国         | K                                                                 | 日本で活動しているタレント。 |
| 大韓民国         | 桂銀淑                                                            | 日本で活動しているタレント。覚醒剤取締法違反により国外退去。その後は母国で活動。                                                              |
| 大韓民国         | キム・ソウン                                                      | 日本で活動しているタレント。 |
| 大韓民国         | キム・ヨンジャ                                                    | 日本で活動しているタレント。 |
| 大韓民国         | コン・テユ                                                        | 日本で活動しているタレント。 |
| 大韓民国         | シム・ウンギョン                                                  | 日本で活動しているタレント。 |
| 大韓民国         | SunMin                                                            | 日本で活動しているタレント。 |
| 大韓民国         | ジニー・リー                                                      | 日本で活動しているタレント。日本での出演番組はウリナリ!!のみ、その後は母国で活動。                                                            |
| 大韓民国         | SE7EN                                                             | 日本で活動しているタレント。 |
| 大韓民国         | 少女時代                                                          | 日本で活動しているタレント。 |
| 大韓民国         | チェウニ                                                          | 日本で活動しているタレント。 |
| 大韓民国         | チェ・ガンヒ                                                      | 日本で活動しているタレント。 |
| 大韓民国         | 智順                                                              | 日本で活動しているタレント、女優。 |
| 大韓民国         | 超新星                                                            | 日本で活動しているタレント。 |
| 大韓民国         | チョー・ヨンピル                                                  | 日本で活動しているタレント。 |
| 大韓民国         | ヘリョン                                                          | 日本で活動しているタレント。 |
| 大韓民国         | チョン・ソヌ                                                      | 日本で活動しているタレント。 |
| 大韓民国         | 2PM                                                               | 日本で活動しているタレント。 |
| 大韓民国         | 東方神起                                                          | 日本で活動しているタレント。元5人組ユニット、2010年の分裂騒動を経て、ジュンス率いる『JYJ』と現東方神起（2代目、2人組ユニット）に分離。        |
| 大韓民国         | 中村ゆり                                                          | 日本で活動しているタレント。元YURIMARI。 |
| 大韓民国         | ハ・ジョンウ                                                      | 日本で活動しているタレント。 |
| 大韓民国         | ハ・ヨンス                                                        | 日本で活動しているタレント。 |
| 大韓民国         | BIGBANG                                                           | 日本で活動しているタレント。 |
| 大韓民国         | BoA                                                               | 日本で活動しているタレント。 |
| 大韓民国         | SHINee                                                            | 日本で活動しているタレント。 |
| 大韓民国         | ユニー・ハン                                                      | 日本で活動しているタレント。（日本での出演番組はウリナリ!!のみ、現在は母国で活動中）                                                          |
| 大韓民国         | ユンナ                                                            | 日本で活動しているタレント。 |
| 大韓民国         | ユンソナ                                                          | 日本で活動しているタレント。 |
| 大韓民国         | ヨンア                                                            | 日本で活動しているタレント。 |
| 大韓民国         | イ・ジョンヒョン                                                  | 日本でも有名で、よく訪日するタレント。 |
| 大韓民国         | イ・パクサ（李博士）                                              | 日本でも有名で、よく訪日するタレント。一時期日本でも活動して話題となった。その後は母国で音楽活動。                                            |
| 大韓民国         | イ・ビョンホン                                                    | 日本でも有名で、よく訪日するタレント。 |
| 大韓民国         | ソン・スンホン                                                    | 日本でも有名で、よく訪日するタレント。 |
| 大韓民国         | チェ・ジウ                                                        | 日本でも有名で、よく訪日するタレント。 |
| 大韓民国         | パク・ヨンハ                                                      | 日本でも有名で、よく訪日するタレント。2010年逝去。                                                                                            |
| 大韓民国         | ペ・ヨンジュン                                                    | 日本でも有名で、よく訪日するタレント。 |
| 大韓民国         | リュ・シウォン                                                    | 日本でも有名で、よく訪日するタレント。 |
| 大韓民国         | TWICE                                                             | 日本でも有名で、よく訪日するタレント。 |
| 中国             | alan                                                              | 日本で活動しているタレント。 |
| 中国             | ケディ                                                            | 日本で活動しているタレント。その後は日本での出演なし、上海で活動。                                                                            |
| 中国             | チェン・チュー                                                    | 日本で活動しているタレント。 - 「SDN48」元メンバー                                                                                            |
| 中国             | 張景子                                                            | 日本で活動しているタレント。 |
| 中国             | ローラ・チャン                                                    | 日本で活動しているタレント。 |
| 香港             | アグネス・チャン                                                  | 日本で活動しているタレント。 |
| 中国             | チューヤン                                                        | 日本で活動しているタレント。2005年2月に引退し、香港で広告ディレクターに転身。                                                                 |
| 中華民国（台湾） | インリン                                                          | 日本で活動していたタレント。日本での活動がメインだった時期の芸名はインリン・オブ・ジョイトイ。                                                |
| 中華民国（台湾） | ヴァネッサ・パン 野臣一美                                         | 日本で活動しているタレント。 |
| 中華民国（台湾） | 欧陽菲菲                                                          | 日本で活動しているタレント。 |
| 中華民国（台湾） | シャドウ・リュウ                                                  | 日本で活動しているタレント。 テンテン、2005年より復帰。                                                                                       |
| 中華民国（台湾） | ジュディ・オング                                                  | 日本で活動しているタレント。 |
| 中華民国（台湾） | 邱永漢                                                            | 日本で活動しているタレント。 |
| 中華民国（台湾） | テレサ・テン                                                      | 日本で活動しているタレント。1995年逝去。 |
| 中華民国（台湾） | ビビアン・スー                                                    | 日本で活動しているタレント。一時は母国でのみのタレント活動だったが、2006年に日本でも活動再開。（台湾）                                        |
| 中華民国（台湾） | 真楪伶                                                            | 日本で活動しているタレント。 - 「AKB48」元メンバー                                                                                            |
| 中華民国（台湾） | リン・チーリン                                                    | 日本で活動しているタレント。 |
| 中国             | チャン・ツィイー                                                  | 日本でも有名で、よく訪日するタレント。 |
| 香港             | ジャッキー・チェン                                                | 日本でも有名で、よく訪日するタレント。 |
| 香港             | チョウ・ユンファ                                                  | 日本でも有名で、よく訪日するタレント。 |
| 香港             | トニー・レオン                                                    | 日本でも有名で、よく訪日するタレント。 |
| トルコ           | サブリナ・サイン                                                  | |
| ナイジェリア     | ボビー・オロゴン                                                  | |
| ニュージーランド | ジェシカ・ゲリティー                                              | |
| ノルウェー       | ミスターヤバタン                                                  | |
| フィリピン       | マリーン                                                          | |
| フィリピン       | ルビー・モレノ                                                    | |
| ブラジル         | オジエル・ノザキ                                                  | 日本で活躍しているタレント。 |
| ブラジル         | カルロス・トシキ                                                  | 日本で活躍しているタレント。現在は日本での出演なし。                                                                                          |
| ブラジル         | ジャニス・アラガオ                                                | 日本で活躍しているタレント。 |
| ブラジル         | セルジオ越後                                                      | 日本で活躍しているタレント。 |
| ブラジル         | ダレノガレ明美                                                    | 日本で活躍しているタレント。 |
| ブラジル         | 古田ジェイド                                                      | 日本で活躍しているタレント。 |
| ブラジル         | マルシア                                                          | 日本で活躍しているタレント。 |
| ブラジル         | ラモス瑠偉                                                        | 日本で活躍しているタレント。現役サッカー選手時代に帰化。                                                                                      |
| ブラジル         | セルジオ・メンデス                                                | 日本でも有名で、よく訪日するタレント。 |
| フランス         | ジュリー・ドレフュス                                              | 日本で活躍しているタレント。女優。 |
| フランス         | アルノ・ルギャル                                                  | 日本で活躍しているタレント。 |
| フランス         | クロード・チアリ                                                  | 日本で活躍しているタレント。 |
| フランス         | フランソワーズ・モレシャン                                        | 日本で活躍しているタレント。 |
| フランス         | パトリス・ジュリアン                                              | 日本で活躍しているタレント。 |
| フランス         | ピーター・フランクル                                              | 日本で活躍しているタレント。ハンガリーからフランスに亡命。                                                                                    |
| フランス         | フローラン・ダバディー                                            | 日本で活躍しているタレント。 |
| フランス         | ポール・マレ                                                      | 日本で活躍しているタレント。 |
| フランス         | ジャン・アレジ                                                    | 日本でも有名で、よく訪日するタレント。 |
| フランス         | ジャン・レノ                                                      | 日本でも有名で、よく訪日するタレント。 |
| ベトナム         | フォンチー                                                        | 元アイドリング!!!メンバー。 |
| ベナン           | ゾマホン・ルフィン                                                | 駐日ベナン国大使。 |
| ベナン           | アドゴニー・ロロ                                                  | |
| ペルー           | アルベルト城間                                                    | ディアマンテス |
| ベルギー         | サルヴァトール・アダモ                                            | 日本でも有名で、よく訪日するタレント。 |
| ミャンマー       | 森崎ウィン                                                        | 元PRIZMAX |
| メキシコ         | IVAN                                                              | |
| モルドバ         | コーネリア・ロマン                                                | |
| モンゴル         | オユンナ                                                          | |
| ルーマニア       | デルチャ・ミハエラ・ガブリエラ                                    | |
| ルーマニア       | ブルンドシュユ・ミレラ                                            | 実業家としても活動している。 |
| ロシア           | 小原ブラス                                                        | |
| ロシア           | Alexandra                                                         | |
| ロシア           | ARAHIS                                                            | 双子の姉妹デュオ |
| ロシア           | ジェーニャ                                                        | |
| ロシア           | YANA                                                              | |
| ロシア           | ヴィタ                                                            | |
| ロシア           | イワン・ソーンツェフ                                              | いいとも青年隊。後に大麻所持で逮捕され事実上引退。                                                                                            |
| ロシア           | ユリア                                                            | 2011年7月のライブチャットを最後に日本での活動を休止。                                                                                         |